# Paolo Barilla
Paolo Barilla (Milano, 20 aprile 1961) è un imprenditore ed ex pilota automobilistico italiano, vicepresidente, insieme al fratello Luca, del gruppo Barilla, presieduto dal fratello Guido e, in precedenza, dal padre Pietro.

## Carriera automobilistica
Paolo Barilla inizia a gareggiare nel 1975 e l'anno seguente vince il campionato italiano Karting 100 cm³. Nel 1980 partecipa al campionato Formula Fiat Abarth, preludio all'ingresso nel 1981 al campionato italiano di Formula 3, nel quale ben figura vincendo qualche gara e finendo terzo nella classifica generale.
Nel 1982 approda in Formula 2 con una Minardi, ma dal 1983 al 1988 fa sfoggio della sua tecnica di guida pilotando principalmente sport-prototipi di Gruppo C, vincendo in coppia con Klaus Ludwig e John Winter l'edizione 1985 della 24 Ore di Le Mans, al volante di una Porsche 956 del team Joest Racing.

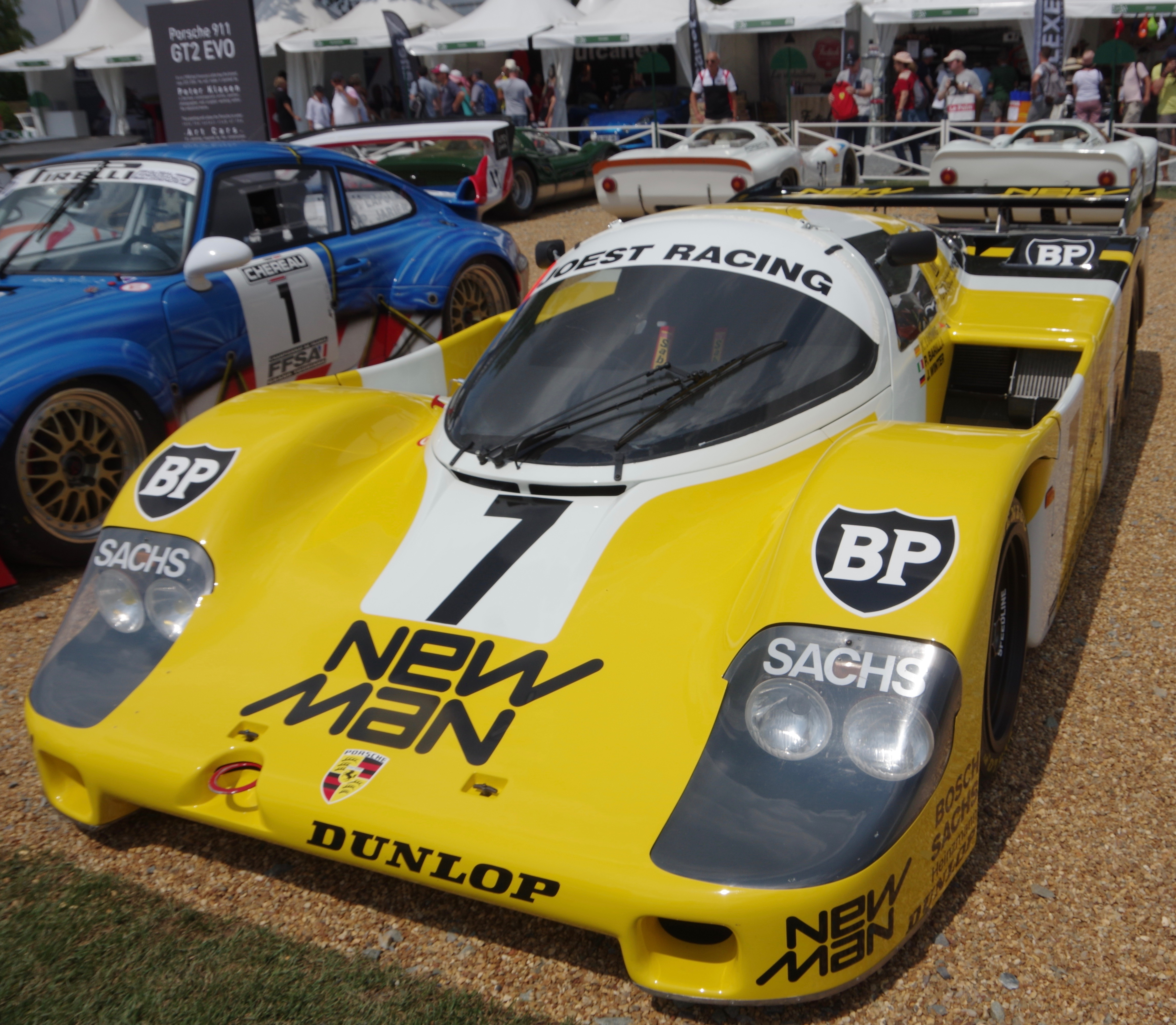
La Porsche 956 con cui Barilla ha vinto la 24 Ore di Le Mans nel 1985.

Dopo una parentesi nel campionato di Formula 3000 giapponese, effettua alcuni test con il team Minardi. Queste prove gli danno l'opportunità di sostituire Pierluigi Martini al Gran Premio del Giappone 1989 di Formula 1 (gara che per Barilla finisce anticipatamente per problemi alla frizione) e di accaparrarsi uno dei due sedili della scuderia di Faenza per l'anno a seguire: tuttavia, non riesce ad essere veloce quanto il compagno di squadra Martini e manca per 6 volte la qualificazione alla gara domenicale, così viene rimpiazzato nelle ultime due gare da Gianni Morbidelli.
Dopo questa esperienza poco positiva, Barilla prese parte a qualche gara di vetture sport, dedicandosi però sempre di più all'azienda di famiglia. Nel 2002 ha guidato un camion Mercedes (co-pilota l'imprenditore amico Matteo Marzotto), ottenendo un 8º posto al Rally Dakar, ripetendo l'esperienza nel 2004 (18º) e 2006 (20º).

## Carriera imprenditoriale
Conclusa la carriera automobilistica nel 1990, Paolo Barilla inizia nel 1991 il suo percorso imprenditoriale nell’azienda di famiglia presso la consociata Barilla France. Tre anni dopo, nel 1994, viene nominato vicepresidente del Gruppo Barilla, carica che ricopre tuttora. Nel biennio che va dal 1999 al 2000 ricopre nel Gruppo l’incarico di amministratore delegato.
Nel 2010 viene nominato presidente dell’associazione industriale AIDEPI (Associazione delle Industrie Dolciarie e Pastaie Italiane), costituitasi nello stesso anno. Dal 2010 in poi, ricoprirà numerose cariche associative, fino ad essere designato, nel 2014, vicepresidente della Fondazione Barilla Center for Food & Nutrition, centro di pensiero multidisciplinare ed indipendente che lavora alla sostenibilità alimentare.
Nel 2016 Paolo Barilla viene eletto presidente dell’International Pasta Organization (IPO), associazione senza scopo di lucro dedicata ad aumentare il consumo e la consapevolezza della pasta, promuovendo la comprensione da parte dei consumatori del valore nutrizionale e dei benefici per la salute dell'alimento.
Da marzo 2017 a dicembre 2018 è presidente dell’Unione Italiana Food, di cui dal 1º gennaio 2019 è vicepresidente vicario, un incarico nel segno della continuità con gli impegni presi a tutela dell’industria, sia a livello nazionale che internazionale.
Da luglio 2020 è membro del consiglio direttivo di Confindustria.
È compagno da qualche anno di Samantha Batt, canadese, ed hanno una figlia, Elsa (2013).

## Risultati

### Formula 1
| 1989 | Scuderia | Vettura |  |  |  |  |  |  |  |  |  |  |  |  |  |  |     |  |  | Punti | Pos. |
| ---- | -------- | ------- |  |  |  |  |  |  |  |  |  |  |  |  |  |  | --- |  |  | ----- | ---- |
| 1989 | Minardi  | M189    |  |  |  |  |  |  |  |  |  |  |  |  |  |  | Rit |  |  | 0     | 41º  |

| 1990 | Scuderia | Vettura    |     |     |    |     |    |    |    |    |    |    |     |    |    |    |  |  |  | Punti | Pos. |
| ---- | -------- | ---------- | --- | --- | -- | --- | -- | -- | -- | -- | -- | -- | --- | -- | -- | -- |  |  |  | ----- | ---- |
| 1990 | Minardi  | M189B M190 | Rit | Rit | 11 | Rit | NQ | 14 | NQ | 12 | NQ | 15 | Rit | NQ | NQ | NQ |  |  |  | 0     | 28º  |

| Legenda | 1º posto     | 2º posto | 3º posto    | A punti         | Senza punti/Non class.  | Grassetto – Pole position Corsivo – Giro più veloce |
| Legenda | Squalificato | Ritirato | Non partito | Non qualificato | Solo prove/Terzo pilota | Grassetto – Pole position Corsivo – Giro più veloce |

### Campionato del mondo sportprototipi
| 1983 | Scuderia            | Vettura                   | Italia (bandiera)   | Regno Unito (bandiera) | Germania Ovest (bandiera) | Francia (bandiera)        | Belgio (bandiera)         | Giappone (bandiera)    | Sudafrica (bandiera)      |                           |                     |                      |                      | Punti | Pos. |
| ---- | ------------------- | ------------------------- | ------------------- | ---------------------- | ------------------------- | ------------------------- | ------------------------- | ---------------------- | ------------------------- | ------------------------- | ------------------- | -------------------- | -------------------- | ----- | ---- |
| 1983 | Scuderia Mirabella  | Lancia LC2                |                     |                        | Rit                       |                           | 6                         |                        |                           |                           |                     |                      |                      | 6     | 47º  |
| 1983 | Martini Racing      | Lancia LC2                |                     |                        |                           | Rit                       |                           |                        |                           |                           |                     |                      |                      | 6     | 47º  |
| 1984 | Scuderia            | Vettura                   | Italia (bandiera)   | Regno Unito (bandiera) | Francia (bandiera)        | Germania Ovest (bandiera) | Regno Unito (bandiera)    | Canada (bandiera)      | Belgio (bandiera)         | Italia (bandiera)         | Giappone (bandiera) | Sudafrica (bandiera) | Australia (bandiera) | Punti | Pos. |
| 1984 | Martini Racing      | Lancia LC2                | 3                   | 4                      | Rit                       | 3                         | Rit                       |                        |                           | Rit                       |                     | 2                    |                      | 37    | 14º  |
| 1985 | Scuderia            | Vettura                   | Italia (bandiera)   | Italia (bandiera)      | Regno Unito (bandiera)    | Francia (bandiera)        | Germania Ovest (bandiera) | Canada (bandiera)      | Belgio (bandiera)         | Regno Unito (bandiera)    | Giappone (bandiera) | Malaysia (bandiera)  |                      | Punti | Pos. |
| 1985 | Joest Racing        | Porsche 956               |                     | 9                      | 6                         | 1                         | 3                         |                        | 3                         |                           | Rit                 | NP                   |                      | 52    | 7º   |
| 1986 | Scuderia            | Vettura                   | Italia (bandiera)   | Regno Unito (bandiera) | Francia (bandiera)        | Germania Ovest (bandiera) | Regno Unito (bandiera)    | Spagna (bandiera)      | Germania Ovest (bandiera) | Belgio (bandiera)         | Giappone (bandiera) |                      |                      | Punti | Pos. |
| 1986 | Joest Racing        | Porsche 956               | Rit                 | 6                      | Rit                       |                           | 5                         |                        |                           | 4                         | 1                   |                      |                      | 44    | 7º   |
| 1988 | Scuderia            | Vettura                   | Spagna (bandiera)   | Spagna (bandiera)      | Italia (bandiera)         | Regno Unito (bandiera)    | Francia (bandiera)        | Rep. Ceca (bandiera)   | Regno Unito (bandiera)    | Germania Ovest (bandiera) | Belgio (bandiera)   | Giappone (bandiera)  | Australia (bandiera) | Punti | Pos. |
| 1988 | Toyota Team Tom's   | Toyota 88 C Toyota 88 C-V |                     |                        |                           |                           | 24                        |                        |                           |                           |                     | 21                   |                      | 24    | 37º  |
| 1988 | Joest Racing        | Porsche 962               |                     |                        |                           |                           |                           |                        |                           | 3                         | Rit                 |                      |                      | 24    | 37º  |
| 1989 | Scuderia            | Vettura                   | Giappone (bandiera) | Francia (bandiera)     | Spagna (bandiera)         | Regno Unito (bandiera)    | Germania Ovest (bandiera) | Regno Unito (bandiera) | Belgio (bandiera)         | Messico (bandiera)        |                     |                      |                      | Punti | Pos. |
| 1989 | Toyota Team Tom's   | Toyota 89 C-V             | 6                   |                        |                           |                           |                           |                        |                           |                           |                     |                      |                      | 6     | 37º  |
| 1991 | Scuderia            | Vettura                   | Giappone (bandiera) | Italia (bandiera)      | Regno Unito (bandiera)    | Francia (bandiera)        | Germania (bandiera)       | Francia (bandiera)     | Messico (bandiera)        | Giappone (bandiera)       |                     |                      |                      | Punti | Pos. |
| 1991 | Courage Compétition | Porsche 962               | 8                   |                        |                           |                           |                           |                        |                           |                           |                     |                      |                      | 3     | 29º  |

### 12 Ore di Sebring
| Anno | Scuderia                | Costruttore | Vettura     | Numero | Categoria    | Classe | Co-Pilota                                 | Giri | Risultato di classe | Risultato assoluto |
| ---- | ----------------------- | ----------- | ----------- | ------ | ------------ | ------ | ----------------------------------------- | ---- | ------------------- | ------------------ |
| 1986 | Bayside Disposal Racing | Porsche     | Porsche 962 | 86     | Gran Turismo | GTP    | Robert "Bob" Wollek Bruce Leven           | 36   | Rit                 | Rit                |
| 1988 | Joest Racing            | Porsche     | Porsche 962 | 0      | Gran Turismo | GTP    | Louis Krages "John Winter" Frank Jelinski | 309  | 2º                  | 2º                 |

### 1000 km del Nürburgring
| Anno | Scuderia           | Costruttore | Vettura      | Numero | Categoria | Classe | Co-Pilota                          | Giri | Risultato di classe | Risultato assoluto |
| ---- | ------------------ | ----------- | ------------ | ------ | --------- | ------ | ---------------------------------- | ---- | ------------------- | ------------------ |
| 1983 | Scuderia Mirabella | Ferrari     | Lancia LC2   | 6      | Gruppo C  | C      | Giorgio Francia Piercarlo Ghinzani | 29   | Rit                 | Rit                |
| 1984 | Martini Racing     | Ferrari     | Lancia LC2   | 5      | Gruppo C1 | C1     | Alessandro Nannini                 | 206  | 3º                  | 3º                 |
| 1988 | Joest Racing       | Porsche     | Porsche 962C | 7      | Gruppo C1 | C1     | Robert "Bob" Wollek                | 196  | 3º                  | 3º                 |

### 24 Ore di Le Mans
| Anno | Classe    | N° | Gomme | Vettura                                         | Squadra              | Co-piloti                               | Giri | Pos. Assol. | Pos. di Classe |
| ---- | --------- | -- | ----- | ----------------------------------------------- | -------------------- | --------------------------------------- | ---- | ----------- | -------------- |
| 1983 | Gruppo C  | 6  | D     | Lancia LC2 Ferrari 268C 2.6L Turbo V8           | Martini Racing       | Alessandro Nannini Jean-Claude Andruet  | 135  | Rit         | Rit            |
| 1984 | Gruppo C1 | 5  | D     | Lancia LC2 Ferrari 308C 3.0L Turbo V8           | Martini Racing       | Hans Heyer Mauro Baldi                  | 275  | Rit         | Rit            |
| 1985 | Gruppo C1 | 7  | D     | Porsche 956B Porsche Type-935 2.6L Turbo Flat-6 | New-Man Joest Racing | Klaus Ludwig Louis Krages "John Winter" | 374  | 1º          | 1º             |
| 1986 | Gruppo C1 | 7  | G     | Porsche 956B Porsche Type-935 2.6L Turbo Flat-6 | Joest Racing         | Klaus Ludwig Louis Krages "John Winter" | 196  | Rit         | Rit            |
| 1988 | Gruppo C1 | 7  | B     | Toyota 88C Toyota 3S-GT 2.1L Turbo I4           | Toyota Team Tom's    | Hitoshi Ogawa Timothy "Tiff" Needell    | 283  | 24º         | 15º            |
| 1989 | Gruppo C1 | 36 | B     | Toyota 89C Toyota R32V 3.2L Turbo V8            | Toyota Team Tom's    | Hitoshi Ogawa Ross Cheever              | 45   | Rit         | Rit            |

### Formula 2
| Stagione | Team             | 1     | 2       | 3     | 4      | 5       | 6      | 7      | 8       | 9      | 10     | 11      | 12      | 13    | Punti | Pos. |
| -------- | ---------------- | ----- | ------- | ----- | ------ | ------- | ------ | ------ | ------- | ------ | ------ | ------- | ------- | ----- | ----- | ---- |
| 1981     | Minardi Team     | SIL   | HOC     | THR   | NÜR    | VAL     | MUG    | PAU    | PER Rit | SPA    | DON 10 | MIS     | MAN     |       | 0     | NC   |
| 1982     | Minardi Team Srl | SIL 7 | HOC Rit | THR 7 | NÜR 15 | MUG Rit | VAL 11 | PAU NQ | SPA 12  | HOC 12 | DON SQ | MAN Rit | PER Rit | MIS 8 | 0     | NC   |
| 1983     | Minardi Team Srl | SIL   | THR     | HOC   | NÜR    | VAL     | PAU    | JAR    | DON     | MIS    | PER    | ZOL Rit | MUG     |       | 0     | NC   |